# (4250) Perun
(4250) Perun – planetoida z pasa głównego asteroid okrążająca Słońce w ciągu 5 lat i 233 dni w średniej odległości 3,17 j.a. Została odkryta 20 października 1984 roku w Obserwatorium Kleť w pobliżu Czeskich Budziejowic przez Zdeňkę Vávrovą. Nazwa planetoidy pochodzi od Peruna, słowiańskiego boga grzmotów. Przed jej nadaniem planetoida nosiła oznaczenie tymczasowe (4250) 1984 UG.